# Đập trứng

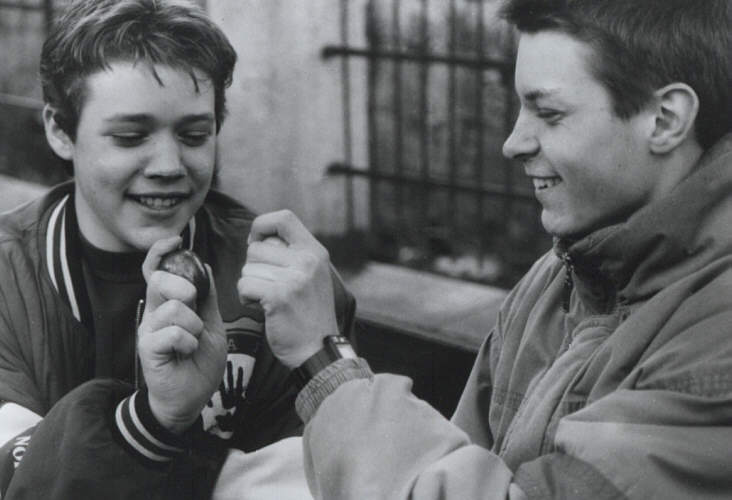
Hai thiếu niên đang chơi Đập trứng

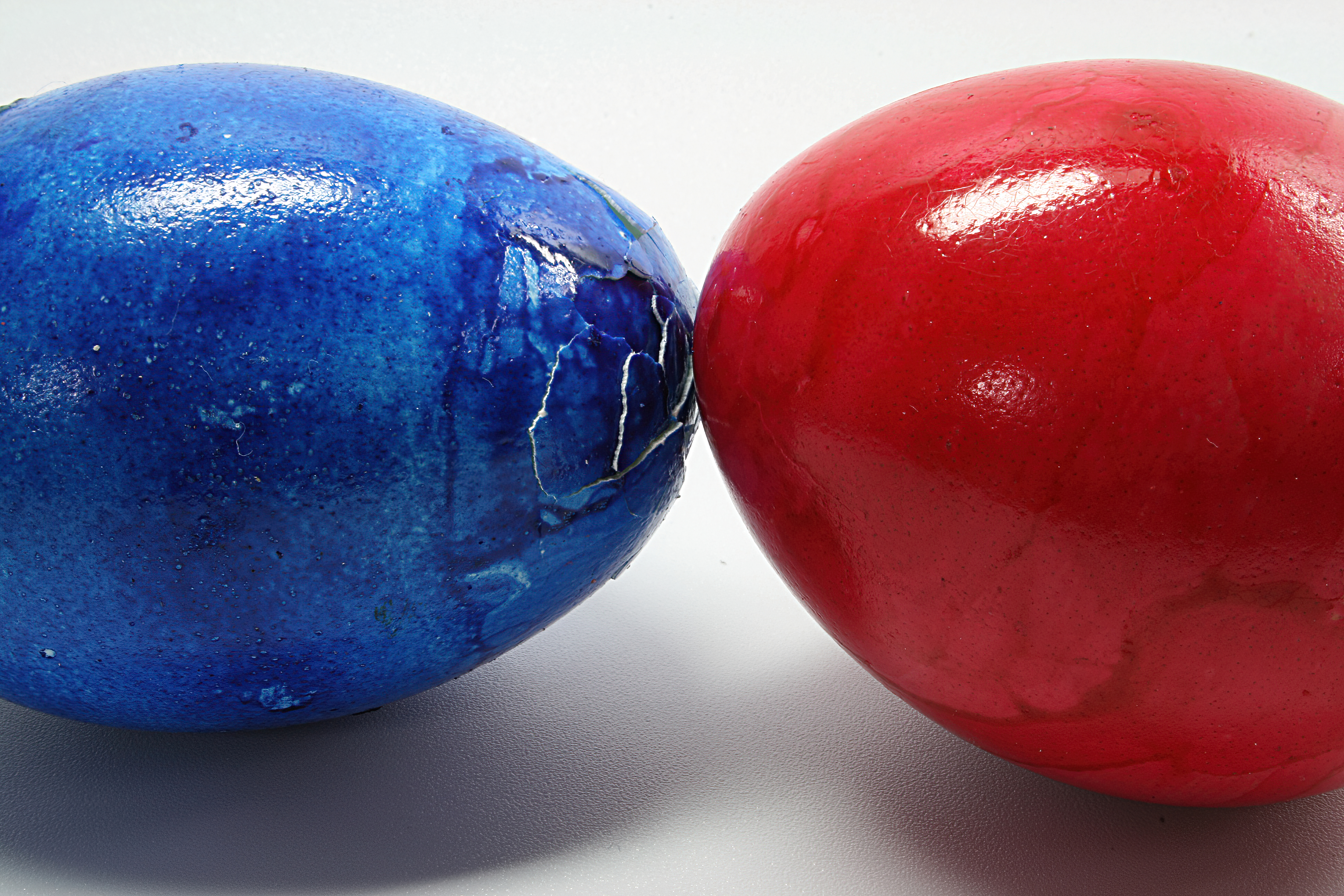
Đỏ thắng.

Đập trứng, còn có tên khác đấu trứng, là một trò chơi truyền thống vào dịp lễ Phục sinh. Theo văn hóa dân gian Anh, trò chơi được biết đến với các tên "shackling", "jarping" hoặc "dumping".
Luật của trò này rất đơn giản. Một người chơi giữ một quả trứng luộc và đập nó vào một quả trứng luộc của người chơi khác với mục đích đập vỡ trứng người khác mà không làm vỡ trứng của mình. Như với mọi trò chơi khác, trò lừa đảo cũng xảy ra; có các trường hợp trứng làm bằng xi măng, ngọc thạch, và thậm chí bằng đá hoa đã được phát hiện.